# Dystrykt Wakiso
Dystrykt Wakiso – dystrykt w południowej Ugandzie, którego siedzibą administracyjną jest miasto Wakiso. Według krajowego spisu z 2014 roku liczy blisko 2 miliony mieszkańców i należy do najgęściej zaludnionego obszaru w kraju. Częściowo otacza stolicę kraju – Kampalę. 
Dystrykt Wakiso graniczy z następującymi dystryktami: na północy z Nakaseke i Luweero, na wschodzie z Mukono, na południu z Kalangalą, na południowym–zachodzie z Mpigi i na północnym–zachodzie z Mityana.